# Abin Sur
Abin Sur é um personagem fictício da DC Comics, já morto. O personagem é um extraterrestre do planeta Ungara, e foi um membro da Tropa dos Lanternas Verdes. Quando em missão como Lanterna Verde, Abin Sur foi ferido mortalmente por um vilão chamado Atrócitus, demônio do Império das Lágrimas  e caiu na Terra. Sur pediu que o seu anel procurasse uma pessoa honrada e sem medo para ser o seu sucessor, e quem o anel encontrou foram Clark Kent, Hal Jordan e Guy Gardner. Clark Kent foi descartado devido a ser um alienígena (kryptoniano). Hal Jordan estava mais próximo, então foi escolhido em vez de Guy (Guy se tornaria Lanterna Verde também, anos depois). Abin Sur estreou e morreu em Showcase #22 (setembro-outubro de 1959), mas apesar disso, alguns retcons estabelecem que ele estava ativo desde 1860, e teve algumas missões esporádicas na Terra, apesar do desconhecimento geral da população. Na fase Pós-Crise das Infinitas Terras, foi revelado ser ele cunhado de Sinestro e tio da filha dele, Soranik Natu.

## Biografia ficcional
Abin Sur era professor de história no Planeta Ungara quando foi escolhido para a Tropa dos Lanternas Verdes, ficando responsável pelo setor espacial 2814, o que inclui a Terra que na época datava do ano de 1860. Ele foi recrutado por um Lanterna Verde conhecido por Starkaor e desde então visitou o mundo dos humanos algumas vezes. No Velho Oeste americano ele conheceu um ancestral de Hal Jordan (seu futuro substituto) e lutaram contra um alienígena chamado Traitor (que assassinara Starkaor). Durante a Segunda Guerra Mundial ele se encontrou com Starman (da Era de Ouro) e Bulletman e juntos enfrentaram um alienígena que controlava a mente do
Senhor Cérebro. Em uma das últimas visitas, o poder de seu anel foi neutralizado por um inimigo quando encontra Alan Scott e Jay Garrick desacordados. Ele usa o anel de Scott que é diferente do seu e consegue a vantagem de conseguir controle sobre coisas amarelas. Em outra visita ele se encontrou com o Caçador de Marte.
Durante uma patrulha, ele é atacado e perseguido por um ser chamado de Legião. Na versão Pré-Crise a proteção de sua nave é danificada pela radiação do Sol amarelo. Bastante ferido e com a nave arruinada, ele faz uma aterrissagem forçada no Planeta Terra. Vendo que sua morte era inevitável, Sur usa o anel para buscar por um sucessor que deveria ser um homem sem medo. O primeiro candidato foi Clark Kent que por não ser nativo da Terra, não foi o escolhido. Os seguintes foram Hal Jordan e Guy Gardner. Jordan estava mais próximo e o anel o chamou enquanto Sur ainda agonizava.Sur explica a Jordan sobre a sua nova missão e logo depois falece.
Em Zero Hora, Sur foi levado ao presente, quando ajudou os Darkstars numa batalha contra a Entropia. Depois voltou ao seu próprio tempo.
O espírito de Sur apareceria ainda para ajudar Jordan contra o Lorde da Morte, o demônio Nekron. Jordan conseguira fazer com que os membros falecidos da Tropa dos Lanternas Verdes detivessem o demônio por tempo suficiente até os Guardiões chegarem a Krona e selarem o portal usado pelo inimigo. Antes do portal ser fechado, Sur ajuda seu sucessor a escapar e lhe diz que tem orgulho dele. Abin Sur mais tarde sacrifica sua alma para ajudar o Monstro do Pântano a resgatar a filha criança Tefé Holland do Inferno, quando fora raptada pelo demônio Nergal.
O espírito de Abin Sur tenta ainda ajudar Kyle Rayner em Green Lantern Annual vol. 3 #7 (1998). Depois é revelado que parte de sua alma estava a ser torturada no Inferno enquanto a forma etérea dele acompanhava Hal Jordan quando o ex-Lanterna assumira a identidade do Espectro. Finalmente sua alma se libertaria do Inferno e ajudaria Hal Jordan em vários dilemas metafísicos que o acometeriam desde então. Abin Sur teria ainda reencarnado e renascido como a ungariana Lagzia, filha de seus velhos amigos Ruch Ehr e Munni Jah.
Abin teve um filho, Amon Sur, que cresceu e se tornou o líder do grupo criminoso Círculo Negro. Amon ficara furioso com a morte do pai e resolvera se vingar da Tropa dos Lanternas Verdes, a quem acusava de ter-lhe abandonado. Amon foi parado pelo sucessor de Hal Jordan, Kyle Rayner, acompanhado da Guardião do Universo de segunda geração Lianna. Amon lutaria ainda contra Hal Jordan quando ele voltaria a Tropa, livre da influência de Parallax. Hal derrota Amon, mas o vilão recebe uma duplicata do anel de Sinestro dos qwardianos e desaparece.

### A profecia
Durante "A Guerra dos Anéis" (Sinestro Corps War), é revelado que Abin descobrira uma profecia sobre o Multiverso, o poder do Espectro Emocional e a "Noite Mais Densa". Green Lantern: Secret Origin detalha o que Abin sabia sobre a Noite Mais Densa, descoberto após um interrogatório das Cinco Inversões de Ysmault. Soube então que a Terra seria o local do nascimento da Escuridão, representada pela ausência do espectro emocional prevista através das palavras profetizadas "um dia toda a luz e toda a vida será consumida". A profecia prevê sua própria morte, ao relatar que o anel que usa falhará no momento de maior necessidade. Ele viaja a Terra para investigar mais sobre a "Noite Mais Densa", acreditando que poderá impedir a profecia de se realizar. Durante sua busca, Abin Sur perde a fé nos poderes de seu anel e fica com medo. Essa dúvida faz com que uma construção de seu anel, uma cadeia para um prisioneiro, Atrócitus, enfraqueça e o inimigo se liberte e o ataque de surpresa, causando a queda da nave na Terra. Abin Sur agoniza e instrui o anel que encontra Hal Jordan. Sua morte faz com que a profecia das Cinco Inversões seja registrada no livro de Oa, através do poder do anel. Contudo, o guardião Scar queima a página do livro anos depois, acreditando ser uma mentira dos inimigos. Dois Guardiões, Ganthet e Sayd, além de uma zamorana, contudo, acreditam que a profecia é verdadeira.

### "A Noite Mais Densa"
Nessa saga, essa parte da profecia se torna realidade. Um anel de energia negra vai até a tumba de Abin Sur em Ungara e ordena que se levante. Um flashback do passado de Sur revela que a irmã dele chamada Arin, com quem Sinestro tivera um romance tinha morrido em circunstâncias desconhecidas. Indigo-1, líder da tribo Indigo, também afirmou que encontrou com Abin antes da morte dele. Os agora Lanternas Negros Abin e Arin chegam ao planeta Korugar, prontos para a luta contra Sinestro e Hal Jordan. Eles sofrem a derrota pelo esforço combinado de Jordan, Sinestro, Indigo-1 e Carol Ferris e ao final seus cadáveres jazem inertes. Antes da sua energia acabar, Abin reconhecera Indigo-1.

## A nave
As dúvidas na origem clássica do Lanterna Verde sobre o porquê de Abin Sur precisar de uma nave quando seu anel tinha o poder de fazê-lo viajar pelo espaço de forma independente, foi explicada em detalhes na série Green Lantern Origins, aludindo-se a sua paranóia causada pela profecia sobre a sua morte quando seu anel viria a falhar.

### Explicação Pré-Crise
Na aventura "Earth's First Green Lantern," Jordan perguntou sobre a nave de Abin e o anel lhe contou a história de como seu antecessor descobrira sobre o parasita de energia que se alimentava do "I-factor", responsável pela "inventividade" de alguns seres do Universo, atacando civilizações e as arruinando. Sur os capturara mas alguns escaparam e voltaram para libertar os demais. Foram até o planeta de Sur e causaram desastres para forçá-lo a viajar até ali. Sur não escondia sua identidade e os seres o seguiram até sua casa, quando perceberam a chance de assumir o controle quando ele não carregou o anel antes de dormir.
Sur foi dominado e forçado a libertar os companheiros dos parasitas mas enganou-os sobre a energia do anel, não lhes falando da recarga periódica. Os seres decidiram fazer com que Sur pegasse uma nave mas não perceberam quando ele trouxe a bateria invisível com ele. Na viagem, Sur esperou para passar por um cinturão de energia verde que recarregasse o anel e rebelou-se contra os seres. Na luta a nave foi danificada e vagou pelo cinturão de radiação amarela da Terra. Com seu anel incapacitado, Sur finalmente perdeu o controle e a nave se espatifou no planeta dos humanos. Ferido mortalmente, ele contatou Jordan para ser seu sucessor. Jordan então decidiu manter uma identidade secreta e tomava cuidados ao atravessar o cinturão de radiação da Terra.

### Explicação Pós-Crise
Em Tales of the Green Lantern Corps Annual #2 (1986) na aventura "Tygers", escrita por Alan Moore, a dúvida sobre a nave foi respondida quando o herói chega até Ysmault, um planeta prisão de uma antiga raça de demônios conhecida por Império das Lágrimas, confinada milênios atrás pelos oanianos. Ele estava em uma missão de resgate e decidiu por não esperar uma autorização dos Guardiões para ir até aquele local proibido.
Abin Sur encontrou o demônio Qull das Cinco Inversões, um humanoide com uma boca enorme no peito e uma língua gigante como sua cabeça. O ser estava crucificado em três estacas brilhantes, marcadas com o símbolo da Tropas dos Lanternas Verdes. O ser se revela um messias profano, com uma profecia sobre a morte do herói quando a energia do anel falharia em um momento crítico. Abin Sur, impressionado pela profecia, começa a usar uma nave para viagens interestelares, achando que com isso sua segurança seria aumentada.
Uma década após, escapando de seus inimigos, a nave colide com o círculo de radiação amarela da Terra, deixando o poder do anel neutralizado. Ele percebeu que se tivesse testado a magnetosfera do planeta antes com o anel, poderia ter evitado os efeitos da radiação. Assim, se Legião fora quem o ferira, na verdade quem poderia ser creditado como o verdadeiro causador de sua morte era o demônio Qull, que plantara maliciosamente em sua mente a dúvida sobre a eficácia do poder do anel.

### Lanterna Verde: Origem Secreta
Na sequência de aventuras Secret Origins (Green Lantern vol. 4), o destino fatal de Abin Sur foi novamente alterado para incorporar elementos da impureza Parallax. A nave fora usada devido a seu crescente temor de morrer e quando carregava o prisioneiro Atrócitus, outro demônio do Império das Lágrimas, em viagem até a Terra para novas investigações sobre a "Energia Negra", seu inimigo se aproveitou da fraqueza e o atacou.Abin Sur ainda se distrairia para evitar a colisão com a cidade de Coast City e conseguiu desviá-la para uma área desértica, mesmo que com isso desse a chance para o demônio o ferir. Abin Sur se sacrificou ao levar a nave até o deserto. Com a sua morte, o ainda leal Lanterna Verde Sinestro foi avisado e ele viria a Terra para investigar os acontecimentos, se encontrando com Hal Jordan.

## Outras versões
- Em Superman: Red Son, a nave de Sur foi o ÓVNI que caiu em Roswell. Sur morreu pouco depois do choque, e é mencionado que J. Edgar Hoover arranjou para escondê-lo e a nave na Área 51. Em 1978, John F. Kennedy negociou com Lex Luthor dando-lhe a chance de examinar os destroços e criar armas para atacar o Superman, que nesse universo era o governante da União Soviética.
- Na aventura Superman: Last Son of Earth, Abin Sur falha ao proteger a Terra de um meteoro que acaba por se chocar contra o planeta, causando a morte de um milhão de pessoas. No final da aventura ele entrega o anel e a bateria para Kal-El e deixa a Tropa dos Lanternas Verdes.
- Em Superman/Batman: Absolute Power, o anel de Sur é passado para Tio Sam quando a Mulher Maravilha tenta resistir a ditadura de Superman e Batman.
- Na linha de tempo alternativa de Flashpoint, Abin Sur é ainda o Lanterna Verde do Setor 2814. Como em A Noite Mais Densa, Abin Sur é enviado para a Terra pelos Guardiões do Universo com a missão de recuperar a Energia Branca dos Lanternas e trazê-la de volta para Oa.[16] Enquanto percorre o planeta, a nave de Abin Sur é danificada por um raio laser e ele faz uma aterrissagem forçada. Ele sobrevive e se aproxima de Hal Jordan,[17] mas subitamente é aprisionado pelo Cyborg e o Governo americano que lhe questionam sobre suas razões para ter vindo à Terra. Ele concorda em trabalhar com os heróis do planeta mas é atacado por Sinestro, que lhe revela sobre a profecia do "Flashpoint", o momento em que todas as mudanças que aconteceram seriam anuladas e o mundo original retornaria, mas a Abin é revelado que seu planeta fora destruído nessa realidade. Sinestro quer restaurar a história de acordo com a sua própria visão e corta a mão de Abin, tentando impedir a conexão do herói com o anel mas falha quando o artefato flutua para a outra mão do herói, que assim consegue derrotar a aprisionar o vilão.[18]

## Adaptações

### Televisão
- Abin Sur estreou em desenhos animados em Challenge of the Superfriends, no episódio "Secret Origins of the Superfriends" , com dublagem original de Dick Ryal.
- Abin Sur protagonizou Superman: The Animated Series, episódio "In Brightest Day", dublado por Peter Mark Richman que não foi creditado. No episódio, Abin usa Kyle do mesmo jeito que fizera com Hal Jordan na versão dos quadrinhos. Abin luta contra Sinestro que é quem causa o dano da sua nave que colidirá com a Terra.

### Filmes
- Abin Sur aparece no filme animado Justice League: The New Frontier com voz de Corey Burton. No filme, ele é pego pela explosão da nave americana "Flying Cloud" que viajava até Marte (pilotada por Hal Jordan, ao lado de Rick Flag que recebera ordens para detonar os C-4). Ele dá o anel a Jordan antes de morrer.
- Abin Sur aparece em filme da Warner Premiere Green Lantern: First Flight, com voz de Richard McGonagle. Esse filme traz maiores detalhes sobre a sua morte do que as animações anteriores fizeram. Ele fo inviado pelos Guardiões para uma investigação sobre Kanjar Ro, que tramava localizar e roubar o elemento amarelo. Ele foi descoberto e ferido mortalmente. Ele roubou uma nave e conseguiu chegar à Terra, onde se encontrou com Hal Jordan. Sua aparência foi alterada para deixá-lo mais alienígena e com apenas quatro dedos em cada mão.
- Abin Sur aparece no filme de antologia Green Lantern: Emerald Knights com voz de Arnold Vosloo. Está numa versão livre de "Tygers", com a presença de Sinestro e Atrócitus.
- Abin Sur foi interpretado por Temuera Morrison no filme Green Lantern.[19] Como nos quadrinhos, sua nave cai na Terra quando ele monitorava a destruição causada por Parallax, entidade derrotada por ele antes. Após sua morte seu corpo sofre uma autópsia feita por Hector Hammond, um professor de xenobiologia cujo pai senador está envolvido com um grupo que descobriu o cadáver de Sur. Hammond é infectado por resíduos do DNA de Parallax existentes nas feridas de Sur.